# Chad Beyer
Chad Beyer (* 15. August 1986 in Kansas City) ist ein ehemaliger US-amerikanischer Radrennfahrer.

## Sportliche Laufbahn
Chad Beyer wurde 2003 in College Station Dritter bei der US-amerikanischen Juniorenmeisterschaft im Straßenrennen. Im Jahr darauf belegte er im Meisterschaftsrennen in Park City den zweiten Platz. 2008 gewann er mit dem Nationalteam das Mannschaftszeitfahren bei der Tour of Belize. 2009 erhielt er bei BMC seinen ersten Vertrag.
2011 startete Beyer beim Giro d’Italia und belegte Platz 152 in der Gesamtwertung. 2017 entschied er eine Etappe des Grand Prix Cycliste de Saguenay für sich. Zum Ende des Jahres beendete er seine Radsportlaufbahn.

## Erfolge
2008
- Mannschaftszeitfahren Tour of Belize

2017
- eine Etappe Grand Prix Cycliste de Saguenay

## Teams
- 2009 BMC Racing Team
- 2010 BMC Racing Team
- 2011 BMC Racing Team
- 2012 Competitive Cyclist Racing Team
- 2013 Champion System
- 2014 5 Hour Energy
- 2015 Lupus Racing Team
- 2016 Lupus Racing Team
- 2017 Canyon Bicycles